# Hemming (død 837)
 For alternative betydninger, se Hemming. (Se også artikler, som begynder med Hemming)
Hemming (født ca. 778, død 837) var den dansk kongeætling, søn af Halfdan og måske broder til Anulo, Harald Klak og Reginfred.

## Liv og gerning
Han skal sammen med sin fader og sine brødre være kommet til Karl den Stores hof i 807. I 812 lykkes det kortvarigt slægten at tilbageerobre de danske besiddelser, idet broderen Anulo dog døde under krigsbegivenhederne. Hemming blev under krigen holdt som gidsel under krigen i 812, men blev frigivet på brødrenes anmodning. Hemming blev fulgt af en frankisk delegation til "normannernes grænse" (formentlig Ejderen) og Hemming blev overgivet til en dansk delegation på 16 mand i 813. Brødrene var ikke tilstede, da de formentlig var på togt til Vestfold ved Oslofjorden for at underkue et oprør. Men kong Godfreds sønner og andre stormænd, som var flygtet til Sverige, vendte tilbage, og fik igangsat et folkeligt oprør. De franske annaler oplyser, at "landsmænd fra alle egne af landet strømmede til i skarer" og fordrev brødrene fra landet "efter at have udkæmpet et slag". I 814 samlede brødrene en ny hær men led nederlag, og denne gang blev også broderen Reginfred dræbt.
I årene 807-837 var Hemming af Ludvig den Fromme blevet forlenet med Frisia Maritimaeque, hvor øen Walcheren udgjorde den største ø.
Han blev dræbt den 17. juni 837. Efter hans død overtog Harald, en brodersøn til Harald Klak, lenet frem til sin død i 852.